# کینوشیتا یوریتسوگو
کینوشیتا یوریتسوگو (به ژاپنی: 木下頼継) (تولد نامشخص – ۱۶۰۰ میلادی) یک دایمیو در دوره سنگوکو و اوایل دوره ادو بود. او پسر اوتانی یوشیتسوگو بود و برای خاندان تویوتومی خدمت می‌کرد.